# Бенасе
Бенасе (фр. Benassay) насеље је и општина у западној Француској у региону Поату-Шарант, у департману Вијена која припада префектури Поатје.
По подацима из 2011. године у општини је живело 880 становника, а густина насељености је износила 20,75 становника/km². Општина се простире на површини од 42,41 km². Налази се на средњој надморској висини од 138 метара (максималној 187 m, а минималној 130 m).

## Демографија
| 1962. | 1968. | 1975. | 1982. | 1990. | 1999. | 2011. |
| ----- | ----- | ----- | ----- | ----- | ----- | ----- |
| 727   | 839   | 756   | 694   | 704   | 789   | 880   |

График промене броја становника у току последњих година